# Волф II фон Рехберг
Волф II фон Рехберг (на немски: Wolf II von Rechberg; * 1486; † 27 юни 1540) от благородническия швабски род Рехберг, е господар на Хоенрехберг (при Швебиш Гмюнд), оберфогт на Блаубойрен 1519 г.

## Произход
Той е единственият син на Улрих II фон Рехберг († 9 септември 1496), господар на Хоенрехберг и Хойхлинген, и съпругата му Анна фон Венинген († сл. 15 ноември 1497), вдовица на Дитрих фон Геминген, дъщеря на Дитрих фон Венинген и Маргарета фон Хандшухсхайм. Внук е на Улрих I фон Рехберг († 1458) и Кунигунда фон Розенбах († 1452).

## Фамилия
Волф II фон Рехберг се жени пр. 1511 г. за Йохана фон Ридхайм († 1 октомври 1568), дъщеря на Конрад фон Ридхайм и Катарина Тумб фон Нойбург. Те имат двама сина:
- Улрих III фон Рехберг († 20 ноември 1572), господар на Хоенрехберг, женен I. за Елизабет фон Крайлсхайм († 24 юни 1551), дъщеря на Вилхелм фон Крайлсхайм, II. на 24 юли 1553 г. за Анастасия фон Воелварт († 23 февруари 1596), дъщеря на Ханс Волф фон Воелварт и Кунигунда фон Аделман фон Аделмансфелден
- Йохан Волф фон Рехберг († 11 октомври 1563), господар на Хоенрехберг, женен за Мария Магдалена фон Фелберг († 7 май 1578)